# Населення Данії
Населення Данії. Чисельність населення країни 2015 року становила 5,581 млн осіб (116-те місце у світі). Чисельність данців стабільно збільшується, народжуваність 2015 року становила 10,27 ‰ (191-ше місце у світі), смертність — 10,25 ‰ (38-ме місце у світі), природний приріст — 0,00 % (194-те місце у світі) . 

## Природний рух

### Відтворення
Народжуваність у Данії, станом на 2015 рік, дорівнює 10,27 ‰ (191-ше місце у світі). Коефіцієнт потенційної народжуваності 2015 року становив 1,73 дитини на одну жінку (168-ме місце у світі). Середній вік матері при народженні першої дитини становив 29,1 року (оцінка на 2012 рік).
Смертність у Данії 2015 року становила 10,25 ‰ (38-ме місце у світі).
Природний приріст населення в країні 2015 року становив 0,22 % (182-ге місце у світі).

### Вікова структура

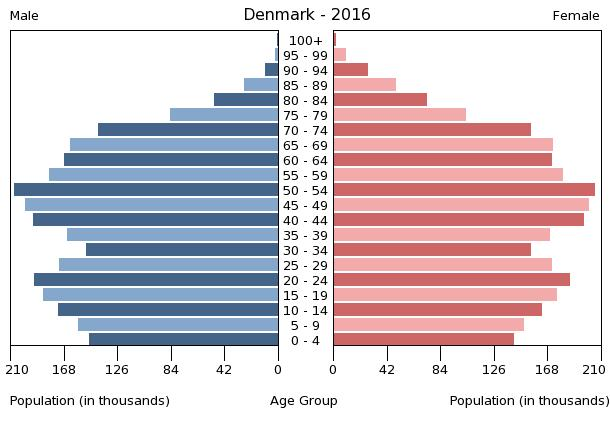
Віково-статева піраміда населення Данії, 2016 рік

Середній вік населення Данії становить 42 роки (30-те місце у світі): для чоловіків — 41,1, для жінок — 43 роки. Очікувана середня тривалість життя 2015 року становила 79,25 року (47-ме місце у світі), для чоловіків — 76,82 року, для жінок — 81,81 року.
Вікова структура населення Данії, станом на 2015 рік, виглядає таким чином:
- діти віком до 14 років — 16,77 % (480 267 чоловіків, 455 946 жінок);
- молодь віком 15—24 роки — 13,11 % (373 547 чоловіків, 358 150 жінок);
- дорослі віком 25—54 роки — 39,03 % (1 085 130 чоловіків, 1 093 161 жінки);
- особи передпохилого віку (55—64 роки) — 12,41 % (344 509 чоловіків, 348 201 жінка);
- особи похилого віку (65 років і старіші) — 18,68 % (466 566 чоловіків, 576 025 жінок)[1].

### Шлюбність— розлучуваність
Коефіцієнт шлюбності, тобто кількість шлюбів на 1 тис. осіб за календарний рік, дорівнює 5,6; коефіцієнт розлучуваності — 2,6; індекс розлучуваності, тобто відношення шлюбів до розлучень за календарний рік — 46 (дані за 2010 рік). Середній вік, коли чоловіки беруть перший шлюб дорівнює 34,4 року, жінки — 31,9 року, загалом — 33,2 року (дані за 2014 рік).

## Розселення
Густота населення країни 2015 року становила 133,6 особи/км² (89-те місце у світі). Розміщення населення країни тяжіє до морського узбережжя проток Північного і Балтійського морів, найбільша густота на островах (Копенгаген).

### Урбанізація
Данія надзвичайно урбанізована країна. Рівень урбанізованості становить 87,7 % населення країни (станом на 2015 рік), темпи зростання частки міського населення — 0,6 % (оцінка тренду за 2010—2015 роки).
Головні міста держави: Копенгаген (столиця) — 1,268 млн осіб (дані за 2015 рік).

### Міграції

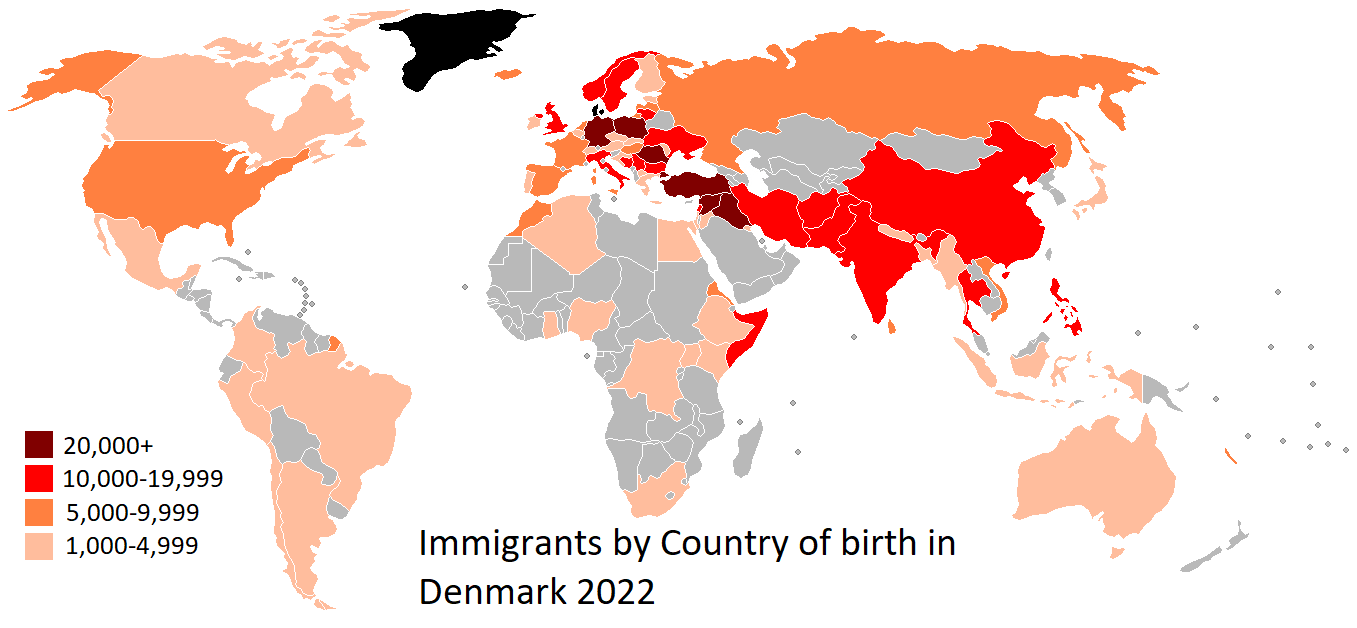
Країни походження іммігрантів

Річний рівень імміграції 2015 року становив 2,2 ‰ (49-те місце у світі). Цей показник не враховує різниці між законними і незаконними мігрантами, між біженцями, трудовими мігрантами та іншими.

#### Біженці й вимушені переселенці
Станом на 2015 рік, в країні постійно перебуває 12,9 тис. біженців з Сирії.
У країні перебуває 6,58 тис. осіб без громадянства.
Данія є членом Міжнародної організації з міграції (IOM).

## Расово-етнічний склад
| Етнічний склад (2015 рік) | Етнічний склад (2015 рік) | Етнічний склад (2015 рік) | Етнічний склад (2015 рік) | Етнічний склад (2015 рік) |
| ------------------------- | ------------------------- | ------------------------- | ------------------------- | ------------------------- |
| Етнос:                    |                           |                           | Відсоток:                 |                           |
| скандинави                | скандинави                |                           | %                         | %                         |
| інуїти                    | інуїти                    |                           | %                         | %                         |
| фарерці                   | фарерці                   |                           | %                         | %                         |
| німці                     | німці                     |                           | %                         | %                         |
| турки                     | турки                     |                           | %                         | %                         |
| перси                     | перси                     |                           | %                         | %                         |
| сомалійці                 | сомалійці                 |                           | %                         | %                         |

Головні етноси країни: скандинави, гренландські інуїти, фарерці, німці, турки, перси, сомалійці.

## Мови
| Мови Данії (2015 рік) | Мови Данії (2015 рік) | Мови Данії (2015 рік) | Мови Данії (2015 рік) | Мови Данії (2015 рік) |
| --------------------- | --------------------- | --------------------- | --------------------- | --------------------- |
| Мова:                 |                       |                       | Відсоток:             |                       |
| данська               | данська               |                       | %                     | %                     |
| фарерська             | фарерська             |                       | %                     | %                     |
| гренландська          | гренландська          |                       | %                     | %                     |
| німецька              | німецька              |                       | %                     | %                     |
| англійська            | англійська            |                       | %                     | %                     |

Офіційна мова: данська. Інші поширені мови: фарерська, гренландська, німецька, англійська (використовується як друга мова в країні). Данія, як член Ради Європи, 5 листопада 1992 року підписала і ратифікувала 8 вересня 2000 року Європейську хартію регіональних мов (вступила в дію 1 січня 2001 року). Регіональною мовою у Південній Ютландії визнана німецька.

## Релігії
| Релігії в Данії (2014 рік) | Релігії в Данії (2014 рік) | Релігії в Данії (2014 рік) | Релігії в Данії (2014 рік) | Релігії в Данії (2014 рік) |
| -------------------------- | -------------------------- | -------------------------- | -------------------------- | -------------------------- |
| Віросповідання:            |                            |                            | Відсоток:                  |                            |
| лютерани                   | лютерани                   |                            | 80%                        | 80%                        |
| мусульмани                 | мусульмани                 |                            | 4%                         | 4%                         |
| інші                       | інші                       |                            | 16%                        | 16%                        |

Головні релігії й вірування, які сповідує, і конфесії та церковні організації, до яких відносить себе населення країни: лютеранство (державна релігія) — 80 %, іслам — 4 %, інші (римо-католицтво, Свідки Єгови, сербське православ'я, юдаїзм, баптизм, буддизм) — 16 % (станом на 2012 рік).

## Освіта
Рівень письменності 2015 року становив 99 % дорослого населення (віком від 15 років): 99 % — серед чоловіків, 99 % — серед жінок.
Державні витрати на освіту становлять 8,5 % ВВП країни, станом на 2011 рік (8-ме місце у світі). Середня тривалість освіти становить 19 років, для хлопців — до 18 років, для дівчат — до 20 років (станом на 2014 рік).

## Охорона здоров'я
Забезпеченість лікарями в країні на рівні 3,49 лікаря на 1000 мешканців (станом на 2010 рік). Забезпеченість лікарняними ліжками в стаціонарах — 3,5 ліжка на 1000 мешканців (станом на 2010 рік). Загальні витрати на охорону здоров'я 2014 року становили 10,8 % ВВП країни (14-те місце у світі).
Смертність немовлят до 1 року, станом на 2015 рік, становила 4,05 ‰ (191-ше місце у світі); хлопчиків — 4,12 ‰, дівчаток — 3,97 ‰. Рівень материнської смертності 2015 року становив 6 випадків на 100 тис. народжень (48-ме місце у світі).
Данія входить до складу ряду міжнародних організацій: Міжнародного руху (ICRM) і Міжнародної федерації товариств Червоного Хреста і Червоного Півмісяця (IFRCS), Дитячого фонду ООН (UNISEF), Всесвітньої організації охорони здоров'я (WHO).

### Наркотики

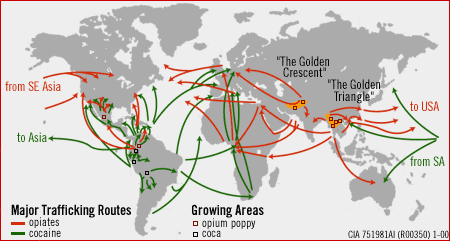
Світові маршрути наркотрафіку

### Захворювання
2014 року було зареєстровано 6,0 тис. хворих на СНІД (108-ме місце у світі), це 0,16 % населення в репродуктивному віці 15—49 років (102-ге місце у світі). Смертність 2014 року від цієї хвороби становила приблизно 100 осіб (123-тє місце у світі).
Частка дорослого населення з високим індексом маси тіла 2014 року становила 21 % (107-ме місце у світі).

### Санітарія
Доступ до облаштованих джерел питної води 2015 року мало 100 % населення в містах і 100 % в сільській місцевості; загалом 100 % населення країни. Відсоток забезпеченості населення доступом до облаштованого водовідведення (каналізація, септик): в містах — 99,6 %, в сільській місцевості — 99,6 %, загалом по країні — 99,6 % (станом на 2015 рік). Споживання прісної води, станом на 2009 рік, дорівнює 0,66 км³ на рік, або 118,4 тонни на одного мешканця на рік: з яких 58 % припадає на побутові, 5 % — на промислові, 36 % — на сільськогосподарські потреби.

## Соціально-економічне становище
Співвідношення осіб, що в економічному плані залежать від інших, до осіб працездатного віку (15-64 роки) загалом становить 55,9 % (станом на 2015 рік): частка дітей — 26,3 %; частка осіб похилого віку — 29,6 %, або 3,4 потенційно працездатного на 1 пенсіонера. Загалом дані показники характеризують рівень затребуваності державної допомоги в секторах освіти, охорони здоров'я і пенсійного забезпечення, відповідно. За межею бідності 2011 року перебувало 13,4 % населення країни. Розподіл доходів домогосподарств у країні виглядає таким чином: нижній дециль — 1,9 %, верхній дециль — 28,7 % (станом на 2007 рік).
Станом на 2016 рік, уся країна була електрифікована, усе населення країни мало доступ до електромереж. Рівень проникнення інтернет-технологій надзвичайно високий. Станом на липень 2015 року в країні налічувалось 5,377 млн унікальних інтернет-користувачів (62-ге місце у світі), що становило 96,3 % загальної кількості населення країни.

### Трудові ресурси
Загальні трудові ресурси 2015 року становили 2,774 млн осіб (107-ме місце у світі). Зайнятість економічно активного населення у господарстві країни розподіляється таким чином: аграрне, лісове і рибне господарства — 2,6 %; промисловість і будівництво — 20,3 %; сфера послуг — 77,1 % (станом на 2011 рік). Безробіття 2015 року дорівнювало 4,7 % працездатного населення, 2014 року — 4,9 % (46-те місце у світі); серед молоді у віці 15—24 років ця частка становила 12,6 %, серед юнаків — 13,7 %, серед дівчат — 11,5 % (84-те місце у світі).

## Кримінал

### Торгівля людьми
Згідно зі щорічною доповіддю про торгівлю людьми (англ. Trafficking in Persons Report) Управління з моніторингу та боротьби з торгівлею людьми Державного департаменту США, уряд Данії докладає усіх можливих зусиль в боротьбі з явищем примусової праці, сексуальної експлуатації, незаконною торгівлею внутрішніми органами, законодавство відповідає усім вимогам американського закону 2000 року щодо захисту жертв (англ. Trafficking Victims Protection Act’s), держава знаходиться у списку першого рівня.

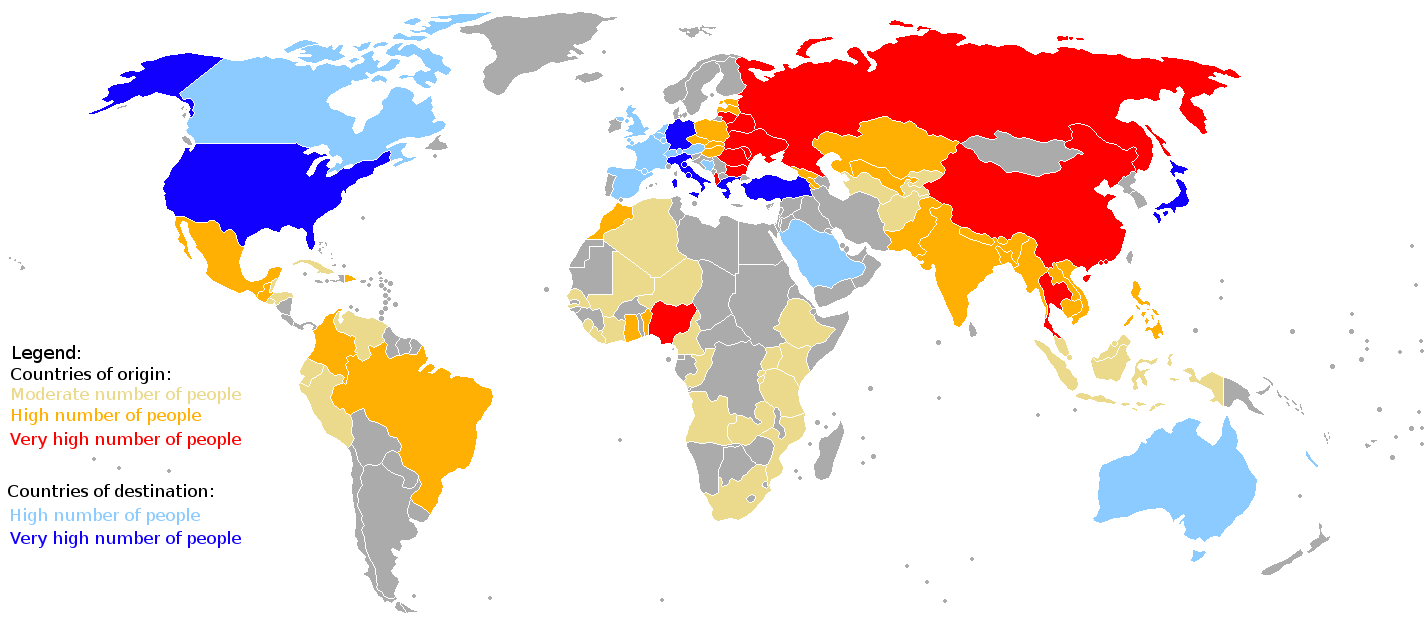
Країни-донори (червоний) і країни-реципієнти кримінальних потоків  (англ.)
Глобальна боротьба з торгівлею людьми (англ.)

## Гендерний стан
Статеве співвідношення (оцінка 2015 року):
- при народженні — 1,06 особи чоловічої статі на 1 особу жіночої;
- у віці до 14 років — 1,05 особи чоловічої статі на 1 особу жіночої;
- у віці 15—24 років — 1,04 особи чоловічої статі на 1 особу жіночої;
- у віці 25—54 років — 0,99 особи чоловічої статі на 1 особу жіночої;
- у віці 55—64 років — 0,99 особи чоловічої статі на 1 особу жіночої;
- у віці за 64 роки — 0,81 особи чоловічої статі на 1 особу жіночої;
- загалом — 0,97 особи чоловічої статі на 1 особу жіночої[1].

## Демографічні дослідження
Демографічні дослідження в країні ведуться рядом державних і наукових установ:

### Українською
- Атлас. 10-11 клас. Економічна і соціальна географія світу / упорядники :  О. Я. Скуратович, Н. І. Чанцева. — К. : ДНВП «Картографія», 2010. — ISBN 978-966-475-639-3.
- Атлас світу / голов. ред. І. С. Руденко ; зав. ред. В. В. Радченко ; відп. ред. О. В. Вакуленко. — К. : ДНВП «Картографія», 2005. — 336 с. — ISBN 9666315467.
- Безуглий В. В. Економічна і соціальна географія зарубіжних країн : Навчальний посібник. — К. : ВЦ «Академія», 2007. — 704 с. — ISBN 978-966-580-239-6.
- Безуглий В. В., Козинець С. В. Регіональна економічна і соціальна географія світу : Навчальний посібник. — видання 2-ге, доп., перероб. — К. : ВЦ «Академія», 2007. — 688 с. — ISBN 966-580-144-9.
- Гудзеляк І. І. Географія населення: Навчальний посібник / І. Гудзеляк. — Л. : Видавничий центр ЛНУ імені Івана Франка, 2008. — 232 с. — ISBN 978-966-613-599-8.
- Дахно І. І. Країни світу: Енциклопедичний довідник / І. І. Дахно, С. М. Тимофієв. — К. : Мапа, 2011. — 606 с. — (Бібліотека нового українця) — ISBN 978-966-8804-23-6.
- Дахно І. І. Економічна географія зарубіжних країн : навчальний посібник. — К. : Центр учбової літератури, 2014. — 319 с. — ISBN 978-611-01-0682-5.
- Джаман В. О. Регіональні системи розселення: демографічні аспекти. — Чернівці : Рута, 2003. — 392 с. — ISBN 9665685988.
- Дорошенко Л. С. Демографія: Навчальний посібник. — К. : МАУП, 2005. — 112 с. — ISBN 966-608-442-2.
- Дубович І. А. Країнознавчий словник-довідник. — 5-те вид., перероб. і доп. — К. : Знання, 2008. — 839 с. — ISBN 978-966-346-330-8.
- Економічна і соціальна географія країн світу. Навчальний посібник / За ред. Кузика С. П. — Л. : Світ, 2002. — 672 с. — ISBN 966-603-178-7.
- Загальна медична географія світу / В. О. Шевченко [та ін.] — К. : [б.в.], 1998. — 178 с.
- Крисаченко В. С. Динаміка населення: Популяційні, етнічні та глобальні виміри. — К. : Видавництво Національного інституту стратегічних досліджень, 2005. — 368 с. — ISBN 966-554-083-1.
- Любіцева О. О., Мезенцев К. В., Павлов С. В. Географія релігій. — К. : АртЕК, 1999. — 504 с. — ISBN 966-505-006-0.
- Масляк П. О. Країнознавство. — К. : Знання, 2007. — 292 с. — (Вища освіта XXI століття)
- Масляк П. О., Дахно І. І. Економічна і соціальна географія світу / П. О. Масляк, І. І. Дахно ; за ред. П. О. Масляка. — К. : Вежа, 2003. — 280 с. — ISBN 966-7091-53-8.

### Російською
- (рос.) Дания // Демографический энциклопедический словарь / главн. ред. Валентей Д. И. — М. : Советская энциклопедия, 1985. — 608 с.
- (рос.) Дания // Страны и народы. Зарубежная Европа. Общий обзор. Северная Европа / Редкол. : В. П. Максаковский, С. А. Токарев (отв. ред.) и др. — М. : «Мысль», 1981. — 269 с. — (Страны и народы) — 180 тис. прим.
- (рос.) Атлас народов мира / Отв. ред. С. И. Брук и В. С. Апенченко. — М. : ГУГК ГГК СССР и Институт этнографии им. Н. Н. Миклухо-Маклая АН СССР, 1964. — 185 с. — 20 тис. прим.
- (рос.) Численность и расселение народов мира. Этнографические очерки / под ред. С. И. Брука. — М. : Издательство АН СССР, 1962. — 487 с.
- (рос.) Лаппо Г. М. География городов: Учебное пособие для географических факультетов вузов. — М. : Туманит, изд. центр ВЛАДОС, 1997. — 476 с. — ISBN 5-691-00047-0.
- (рос.) Урланис Б. Ц. Рост населения в Европе (опыт исчисления). — М. : ОГИЗ-Госполитиздат, 1941. — 436 с.
- (рос.) Ягельский А. География населения. — М. : Прогресс, 1980. — 383 с.